# 寛吉 (呼出)
寛吉（かんきち、1930年12月17日 - 2008年6月7日）は、大相撲の呼出。本名：飯田寛吉。入門時は粂川部屋に所属、双葉山道場を経て最終所属は時津風部屋。

## 人物
青森県三戸郡五戸町出身。母方の縁者には大関・鏡岩が居り、8歳で五戸町から上京し、呼出の関造の養子となり角界入りして呼出への道を歩み出す。鏡岩が師匠を務める粂川部屋に所属していたが、1942年1月場所前に双葉山が立浪部屋から独立して双葉山道場を創設すると、鏡岩は双葉山に弟子を譲ったため、以降は双葉山道場→時津風部屋の所属呼出として停年まで務めた。
初土俵は4日目に横綱：双葉山が安藝ノ海に敗れて70連勝を阻止されたという大相撲史に特筆される1939年（昭和14年）1月場所であった。
1967年（昭和42年）3月場所に36歳の若さにして呼出の頭領となり、それ以後は大鵬晩年時代、北玉時代、輪湖時代、平成の貴乃花時代までずっと結びの一番を担当していた。
1994年（平成6年）7月場所、呼出に番付制が導入され、初代の立呼出となる。
65歳で日本相撲協会を定年退職。最後の呼び上げは1995年（平成7年）11月場所の横綱・貴乃花 - 大関・若乃花の二子山部屋兄弟優勝決定戦だった。
呼出の番付掲載自体は、最初1949年（昭和24年）5月場所から1959年（昭和34年）11月場所まで続き、その後1960年（昭和35年）1月場所から1994年（平成6年）5月場所までの番付から削除された期間を挟んで、呼出の番付制導入の1994年（平成6年）7月場所に復活し現在に至るが、寛吉は最初の番付掲載期間中の1952年（昭和27年）9月場所から番付に載り、番付削除期間を挟んで停年退職の1995年（平成7年）11月場所まで番付に載った。同様に最初の番付掲載期間中に番付に載り、番付削除期間を挟んで番付掲載復活後も番付に載った経歴を持つ呼出には他に善三郎がいる。
2008年6月7日、東京都内の病院にて腎不全の為に死去。77歳没。

## 履歴
- 1939年春場所 初土俵
- 1967年1月場所 一等呼出・結びの一番担当になる。
- 1994年7月場所 初代立呼出となる。
- 1995年11月場所限りで定年退職。
- 2008年 腎不全のため死去。77歳。